# Port-au-Prince
Port-au-Prince (haitański Pòtoprens) – stolica i główny port Haiti, ośrodek administracyjny departamentu Ouest, położony nad zatoką Gonâve (Morze Karaibskie). W mieście mieszka 942 194 osób (2012). Największe miasto Haiti, centrum polityczno-gospodarcze i kulturalne kraju. Port-au-Prince jest dużym węzłem komunikacyjnym na Haiti. Znajduje się tutaj port lotniczy obsługujący połączenia międzynarodowe, w przeszłości w okolicach miasta funkcjonował dodatkowo port lotniczy Bowen.
Centrum jest zamieszkane przez najbogatszych mieszkańców. W bardzo złym stanie są peryferia miasta, zamieszkane przez ubogich czarnych mieszkańców.
Uniwersytet założono w 1920 roku. W mieście działają liczne biblioteki i muzea (m.in. muzeum narodowe).

## Historia
Założony w 1749 przez Francuzów jako L'Hôpital. W latach 1791–1803 Port-au-Prince było ośrodkiem walk wyzwoleńczych. Kilkakrotnie niszczony przez trzęsienia ziemi (m.in. w 1751 i 1770). W okresie podziału państwa 1807–20 stolica jego południowej części (Republiki Haiti), a od 1820 stolica zjednoczonego Haiti. W latach 1915–1934 okupowany przez USA. 12 stycznia 2010 miasto nawiedziło kolejne trzęsienie ziemi, które zniszczyło większą jego część. W wyniku trzęsienia ziemi zginęło ok. 250 tys. osób, a ponad milion osób straciło dach nad głową. Krótko po trzęsieniu ziemi wybuchły zamieszki w mieście, w których uczestniczyło ponad tysiąc osób.

## Ludność
| Liczba ludności | Rok  |
| --------------- | ---- |
| 690 168         | 1990 |
| 846 247         | 1995 |
| 1 234 750       | 2004 |
| 875 978         | 2009 |
| 942 194         | 2012 |

## Gospodarka
W Port-au-Prince rozwinął się przemysł włókienniczy (produkcja bawełny), spożywczy (destylacja rumu, cukier), metalowy, obuwniczy i chemiczny.

## Zabytki
- katedra w stylu kolonialnym (zburzona w 2010 roku w wyniku trzęsienia ziemi)[8]
- Palais National[3]
- malowniczy Rynek Żelazny[3]
- muzeum i archiwum narodowe[3]

## Miasta partnerskie
- Miami, Stany Zjednoczone
- Baton Rouge, Stany Zjednoczone